# Gare de Kénitra
La gare de Kénitra est la principale gare ferroviaire de la ville de Kénitra, au Maroc.
Elle relie cette ville à de nombreuses autres métropoles marocaines, notamment grâce aux trains grandes lignes et au TNR, ainsi qu'au service à grande vitesse Al Boraq.

## Histoire

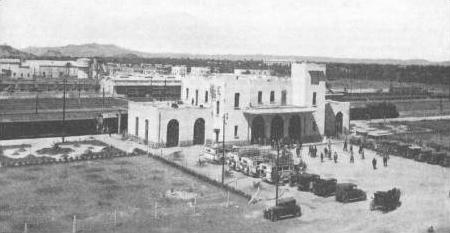
L'ancienne gare, durant les années 1920.

La gare de Kénitra fut construite en 1920, à 3 km au sud de la première gare de la ville, Kénitra-Médina, qui date de 1913, quand le général français Hubert Lyautey décida d'adopter Kénitra comme base de la voie ferrée reliant Salé à Fès. Elle se situe dans le quartier de Maamora, à proximité du centre-ville et de l'hôpital régional Al Idrissi.
La gare fut d'abord reliée par une voie unique de 0,60 mètre à Salé, puis à Ouazzane à partir de 1922. Par la suite, une voie d'écartement standard fut construite entre Kénitra et Casablanca et électrifiée dès 1931. En parallèle, une voie transversale relia la gare à Sidi Kacem, renforçant son importance dans le réseau ferroviaire marocain.
En 1992, le doublement de la voie électrifiée Kénitra – Salé a permis à la gare d'accueillir les TNR en provenance de Casablanca.
Depuis 2018, elle reçoit les trains Al Boraq (empruntant la LGV Tanger - Kénitra), ce qui met Kénitra à 50 min de Tanger. La gare a bénéficié d'un important réaménagement dans ce cadre.

### RER Rabat-Salé-Kénitra

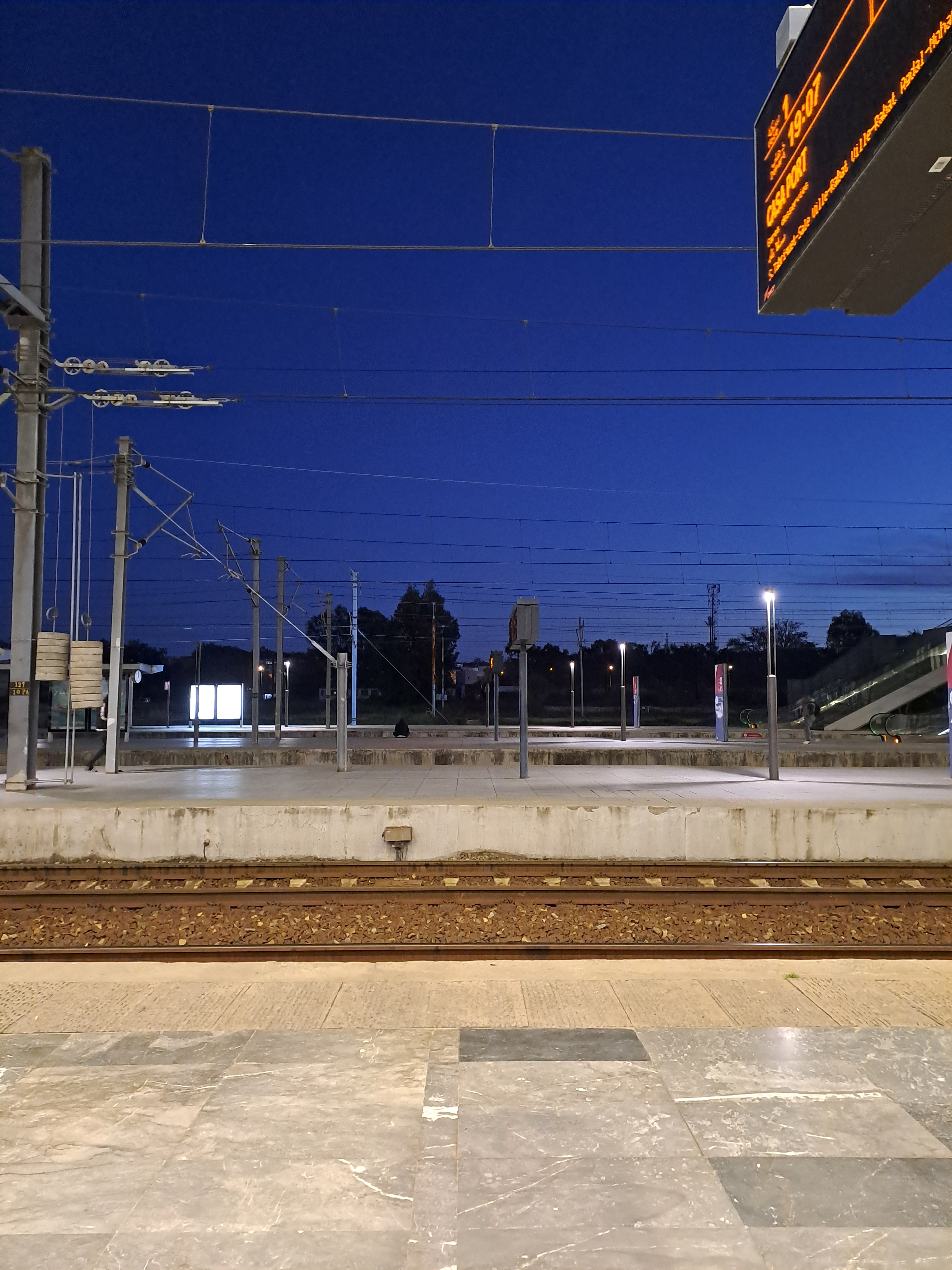
Vue sur la voie ferrée depuis le quai

Le RER Rabat-Salé-Kenitra, en projet, sera constitué d'une ligne entre Kénitra et Skhirat.

## Desserte

### Al Boraq
Ce service à grande vitesse effectue des trajets entre Tanger et Casablanca.

### Al Atlas
- Fès (18 trains par jour dont 2 de nuit)
- Marrakech (16 trains par jour dont 1 de nuit)
- Tanger (4 trains par jour dont 1 de nuit)
- Oujda (2 trains par jour dont 1 de nuit)

### Dessertes TNR
Avec une cadence de plus de 50 trains par jour dans chaque sens, le TNR Kénitra – Casablanca dessert les gares suivantes :
- Salé
- Rabat
- Bouznika
- Mohammédia
- Casablanca

## Galerie d’images

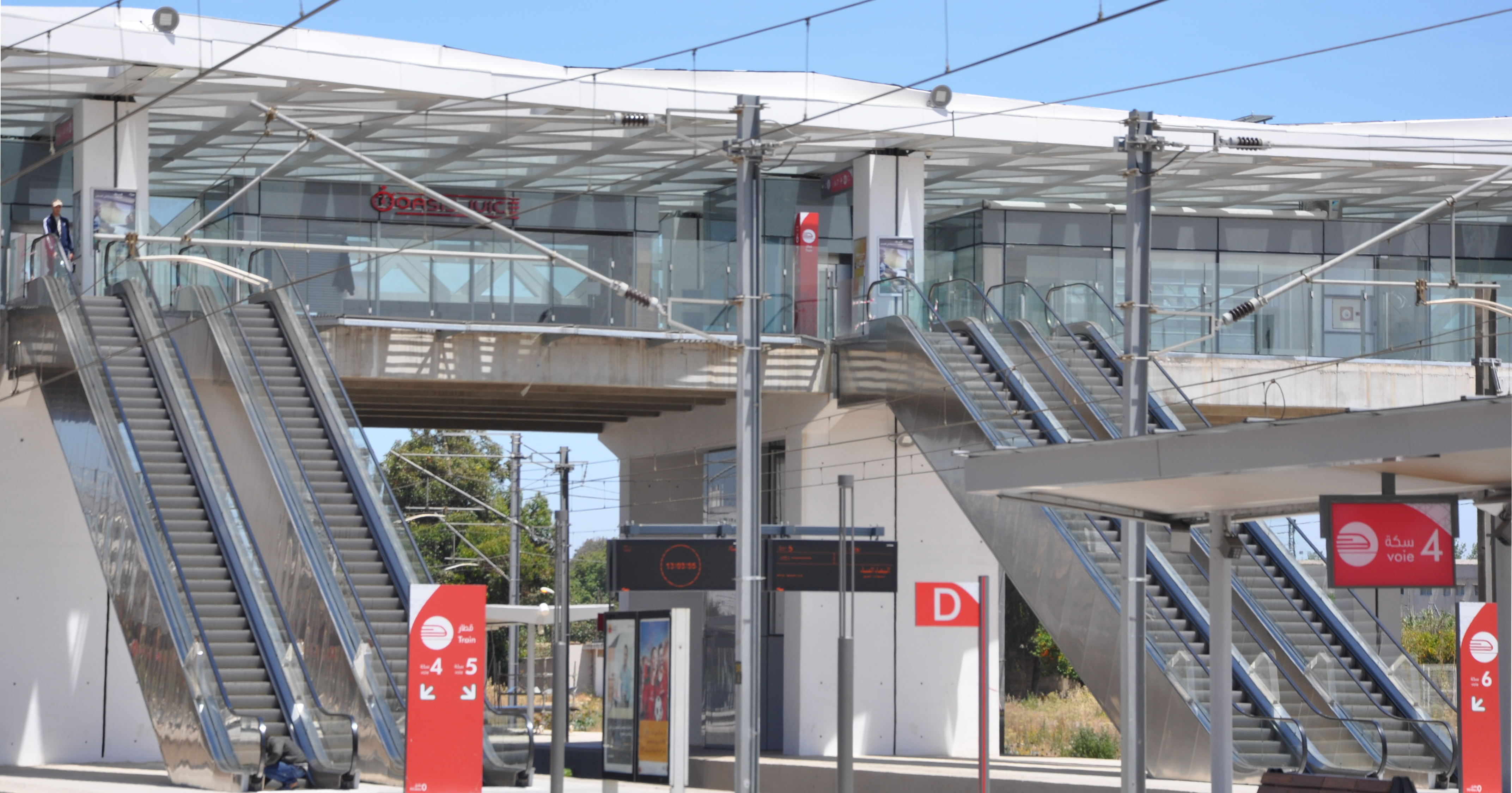
Escalators du quai de la gare de Kénitra vus depuis le quai n°1
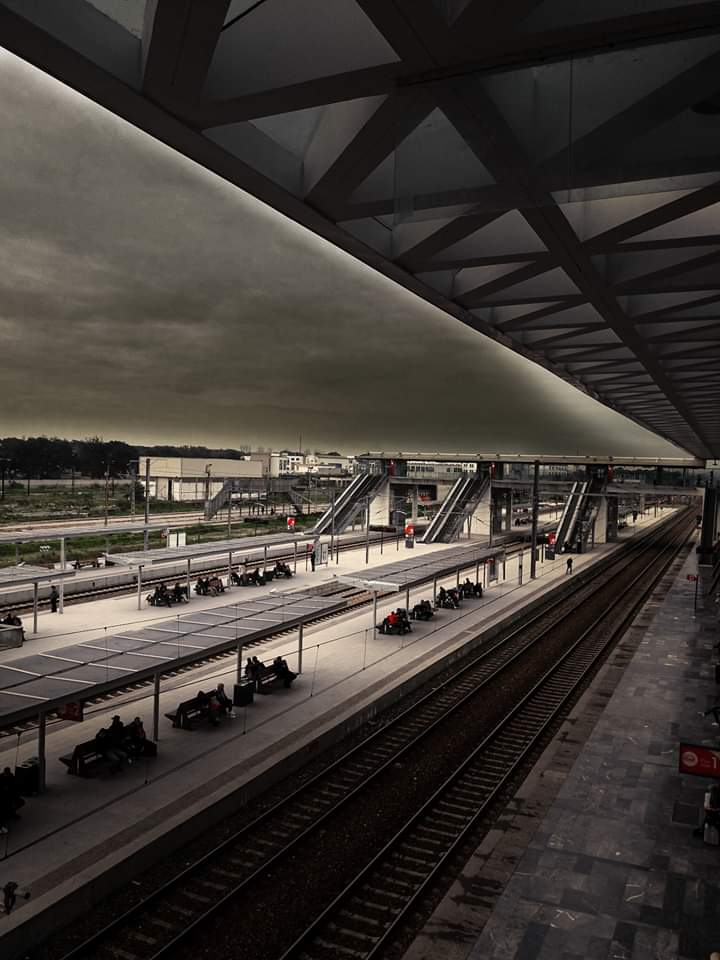
Entre chien et loup
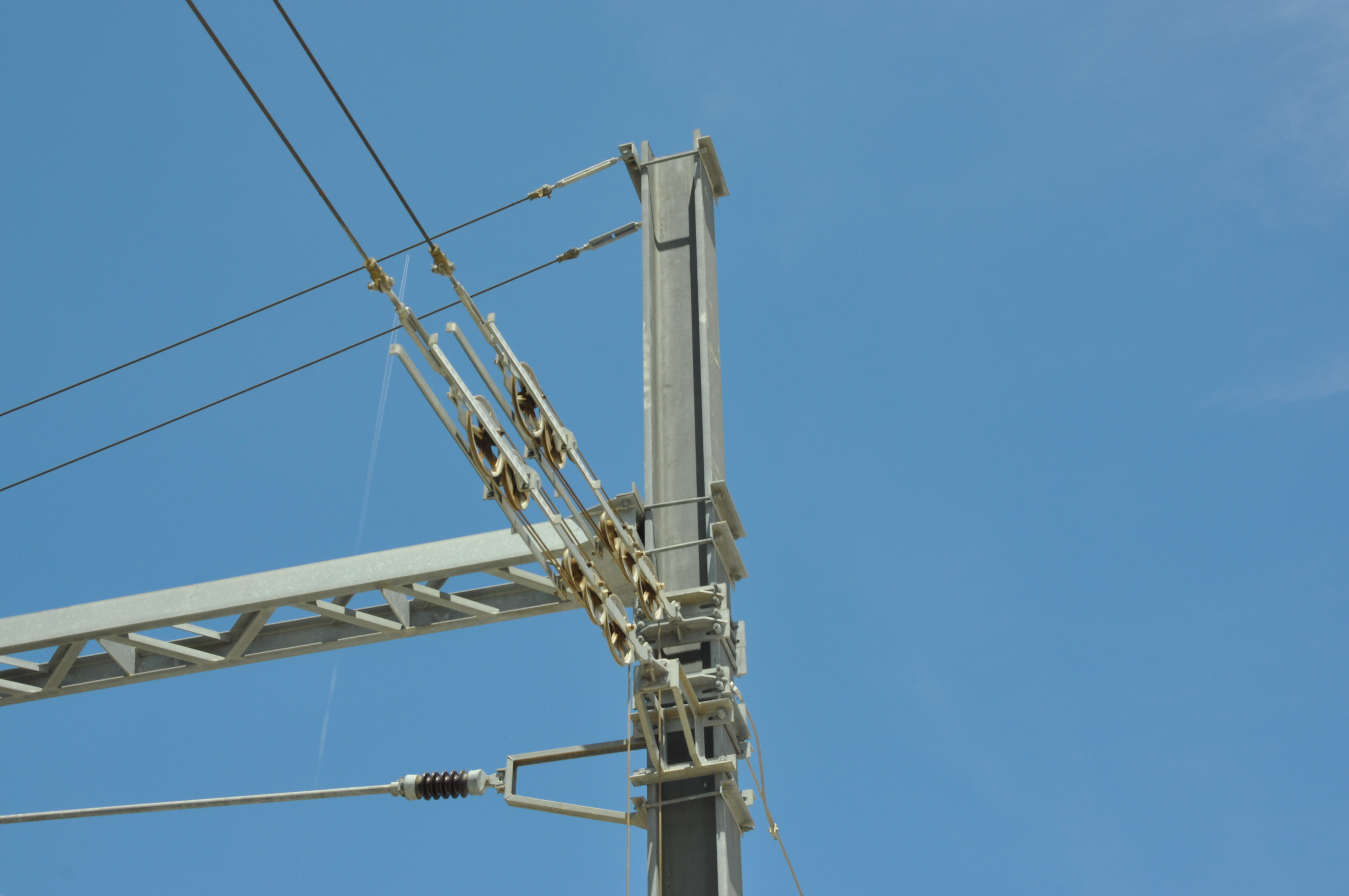
Pilier de caténaire à la gare de Kénitra
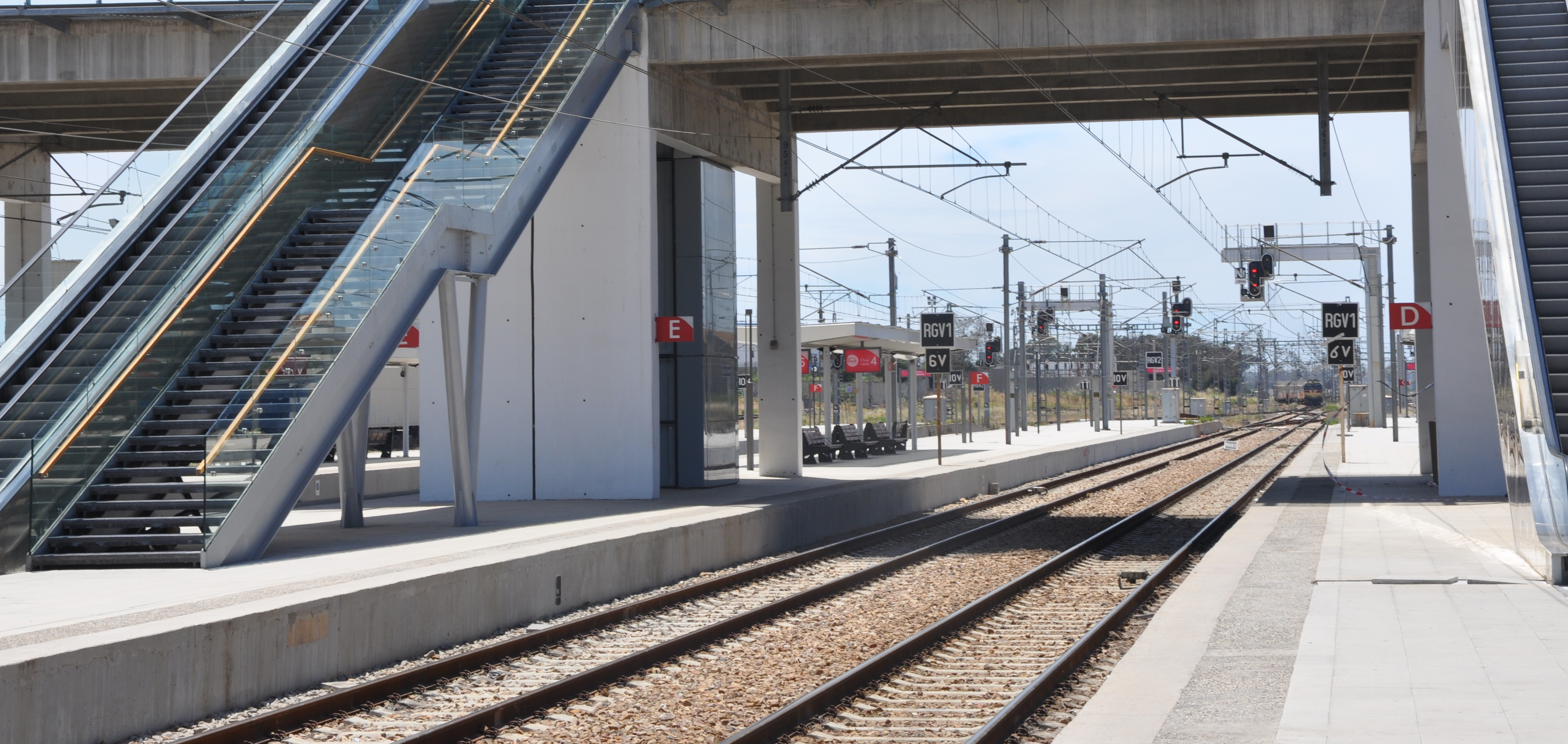
Rails bordés d’escalators passant sous la voie piétonne de la gare de Kénitra
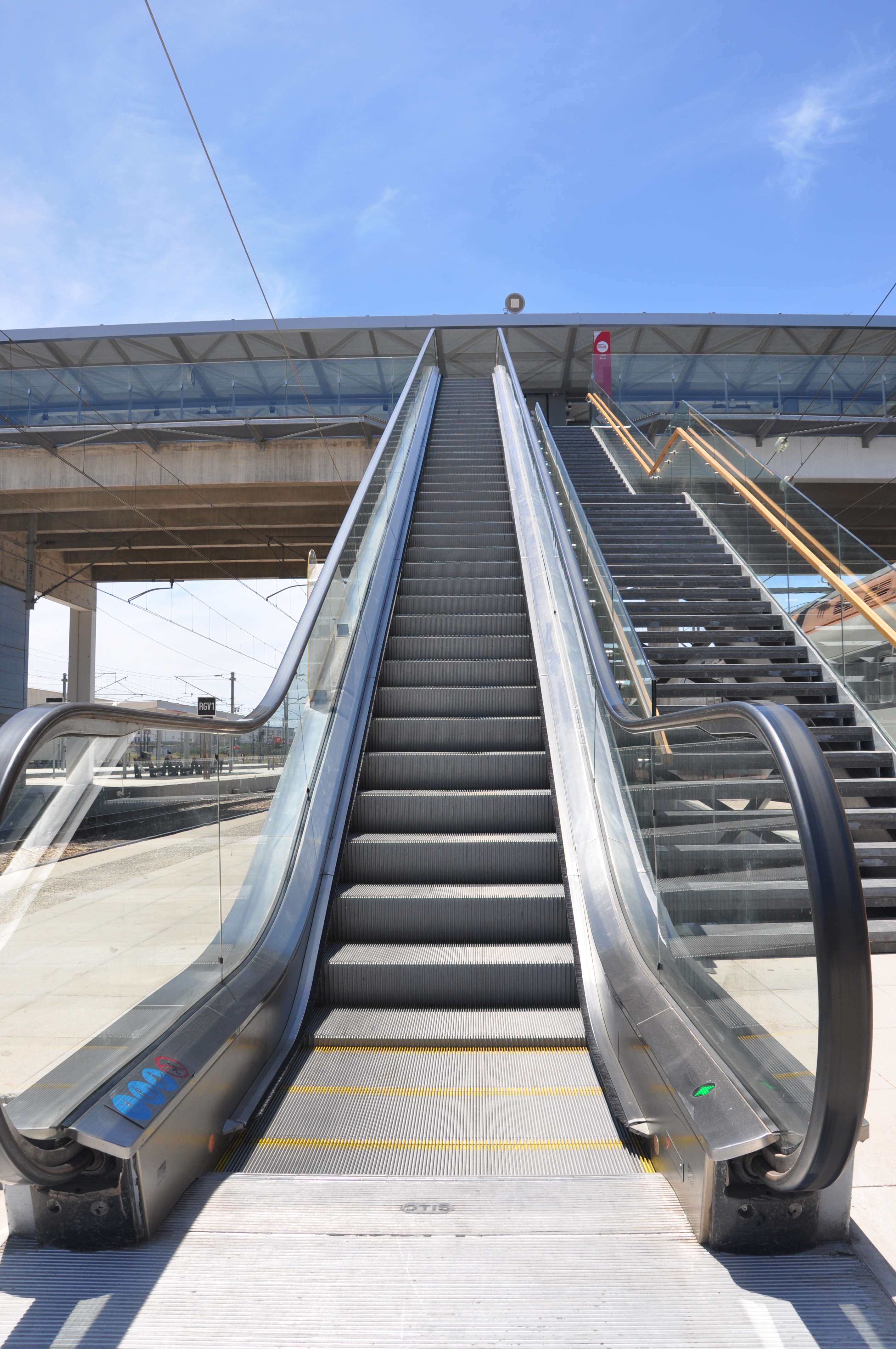
Escalator à la gare de Kénitra
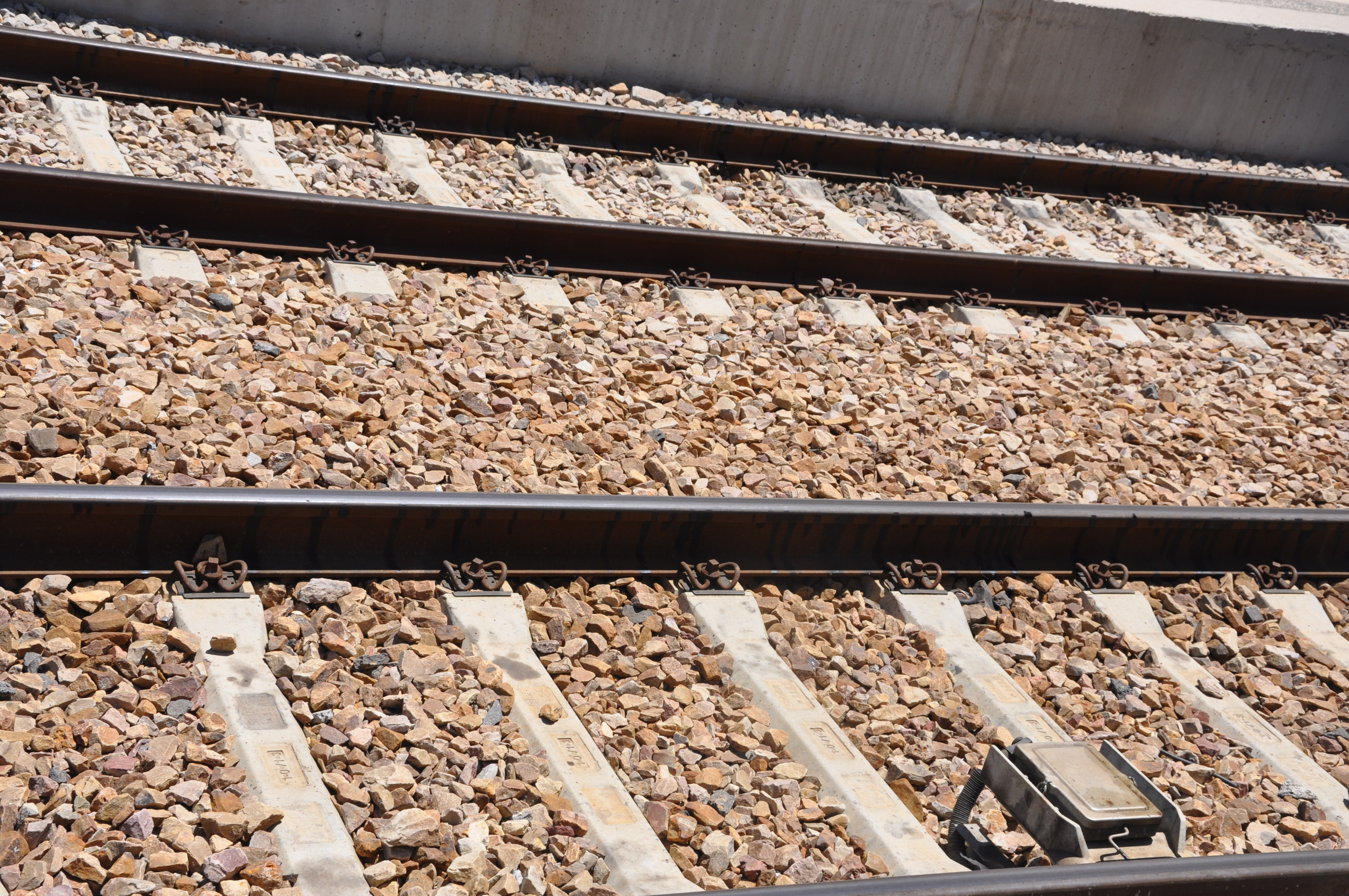
Deux voies de rails depuis le quai de la gare de Kénitra
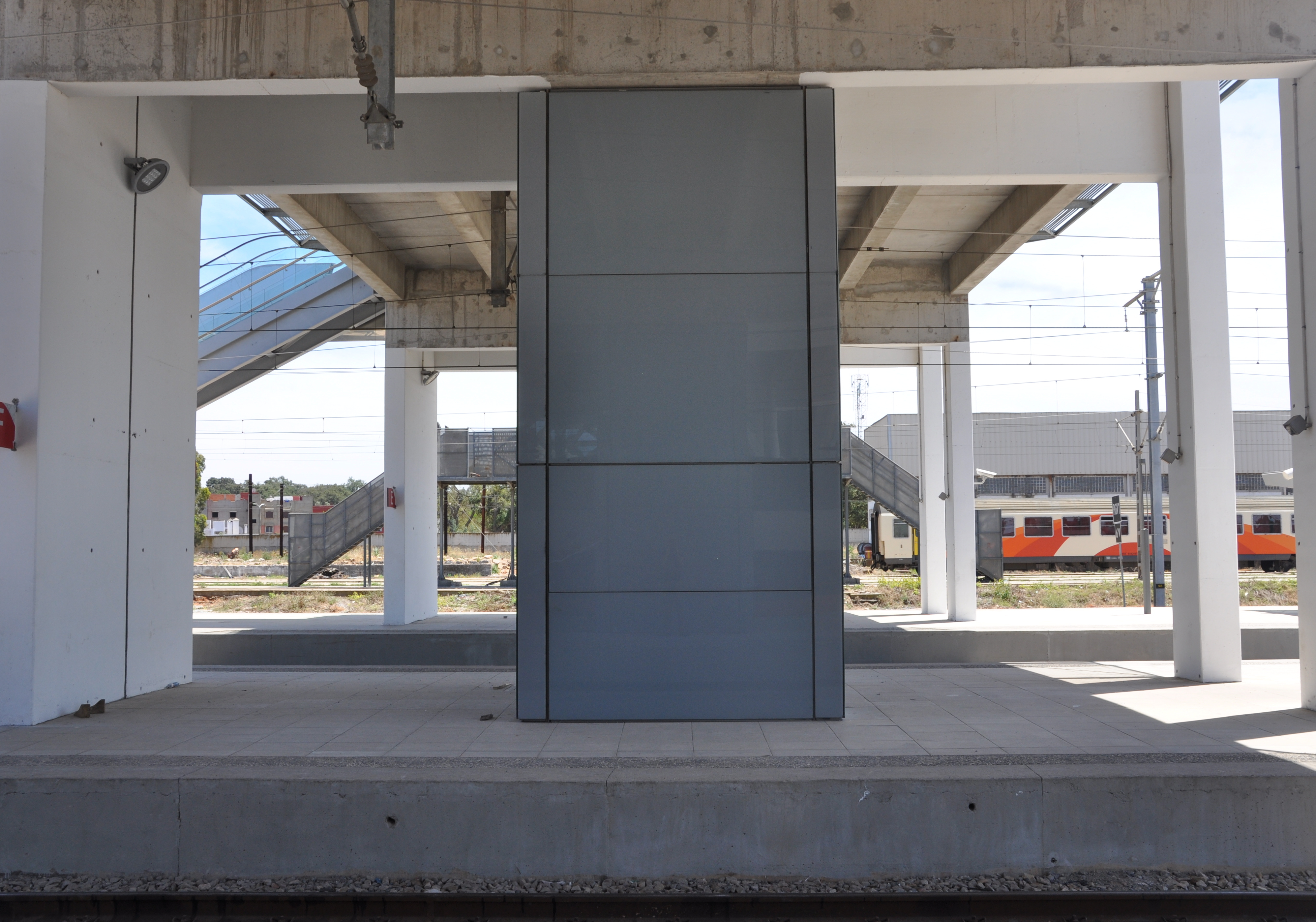
Pilier à la gare de Kénitra
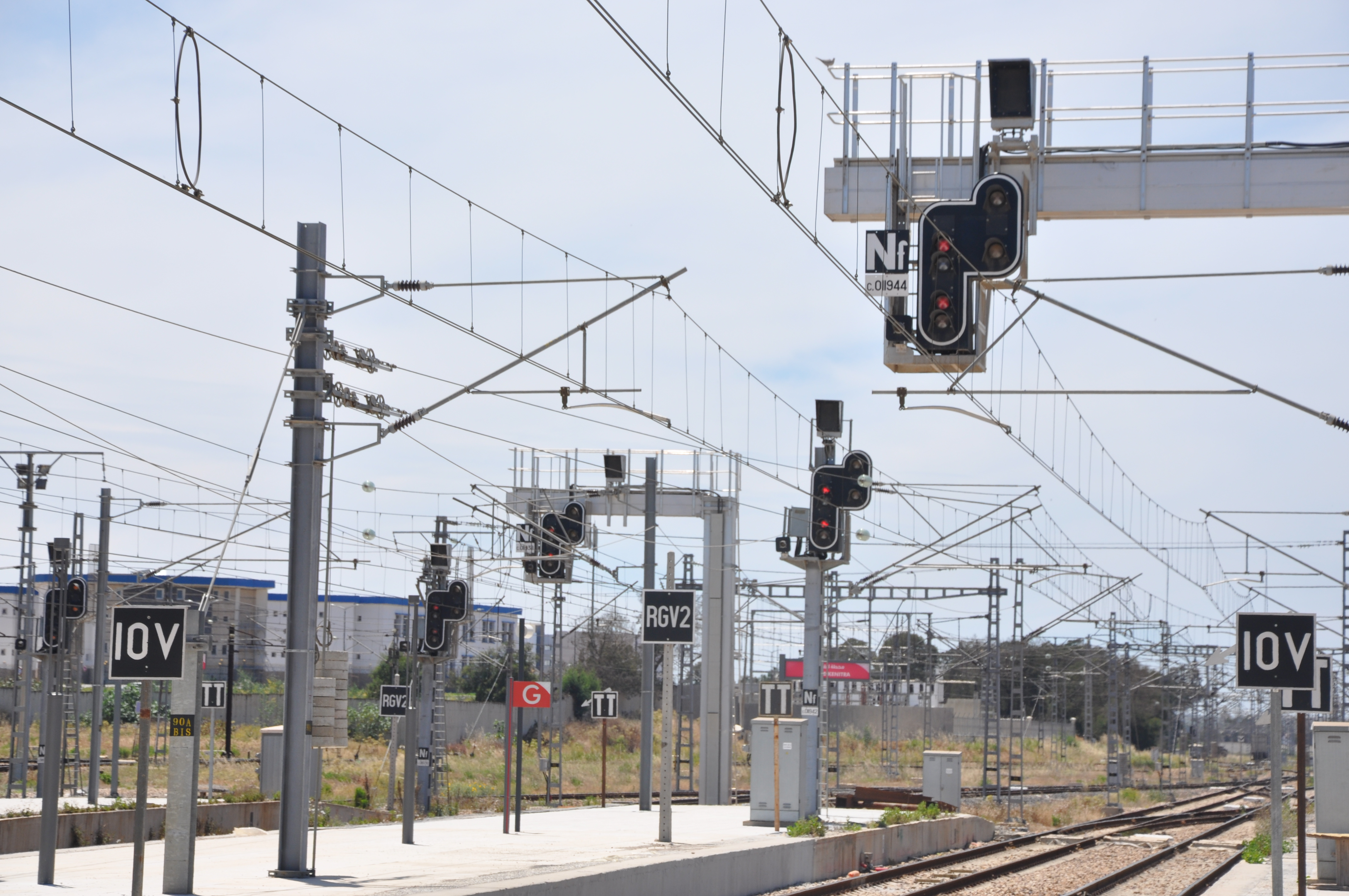
Caténaires à la gare de Kénitra
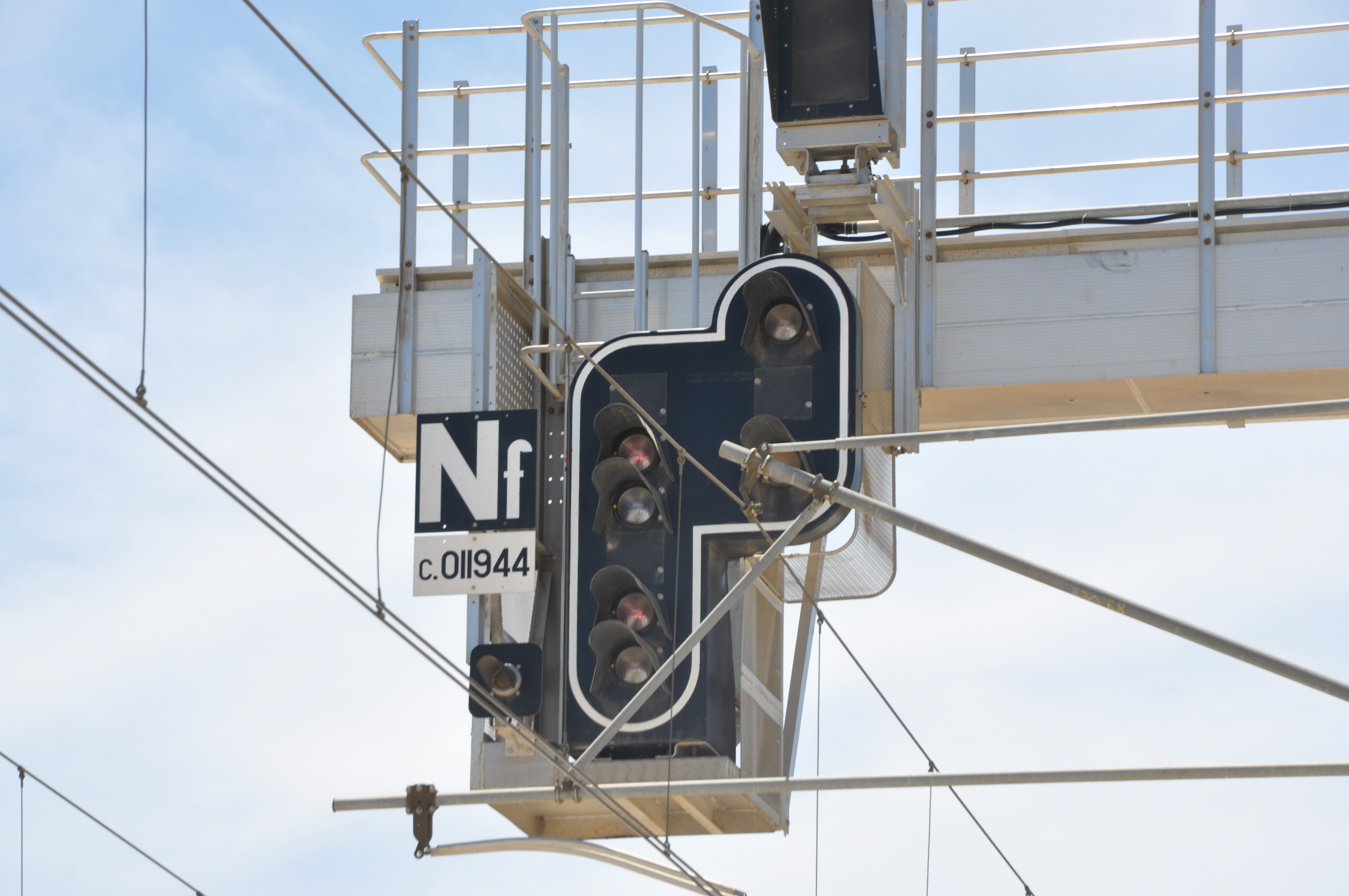
Signalisation ferroviaire à la gare de Kénitra
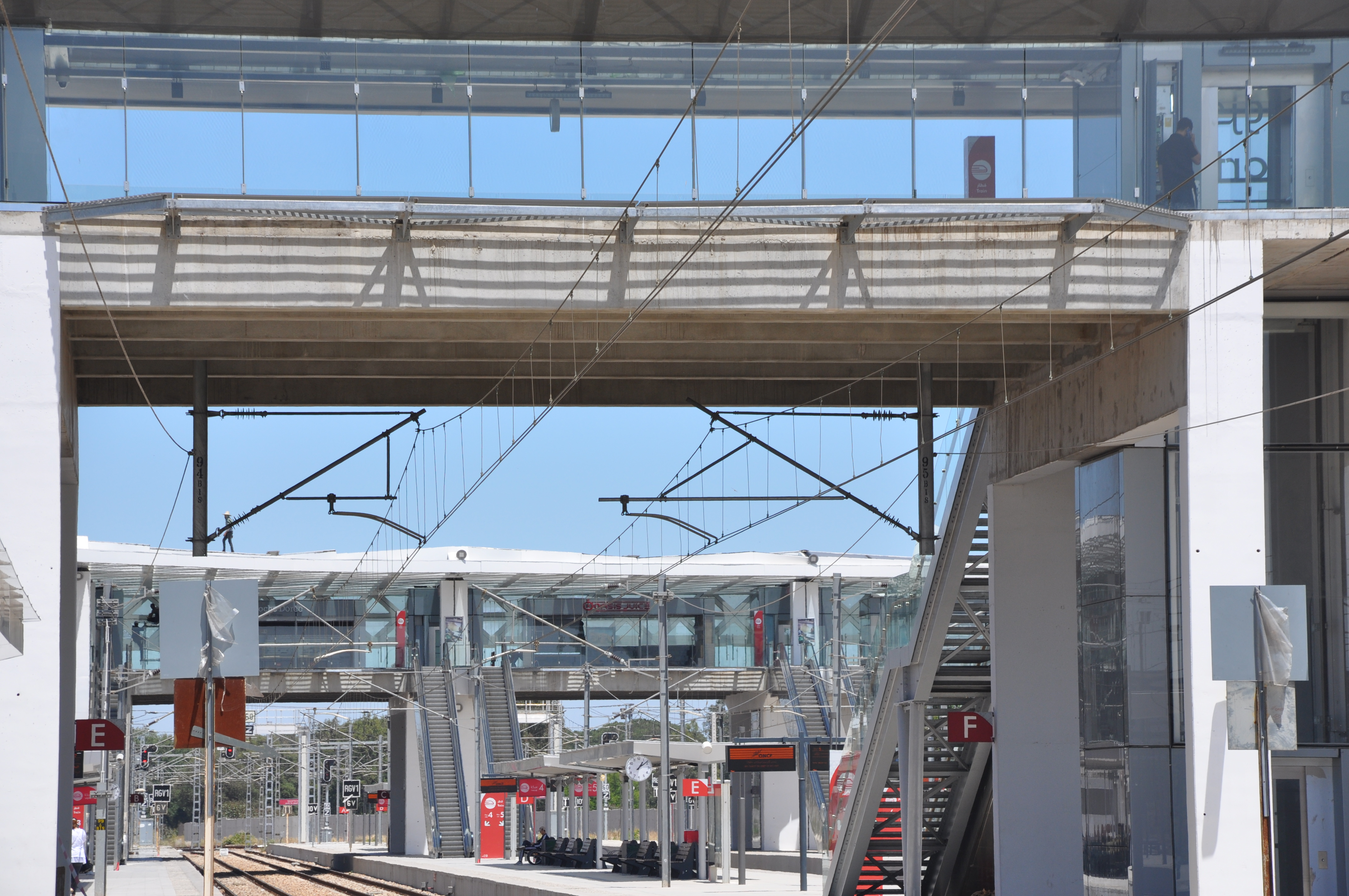
Couloirs piétons suspendus à la gare de Kénitra
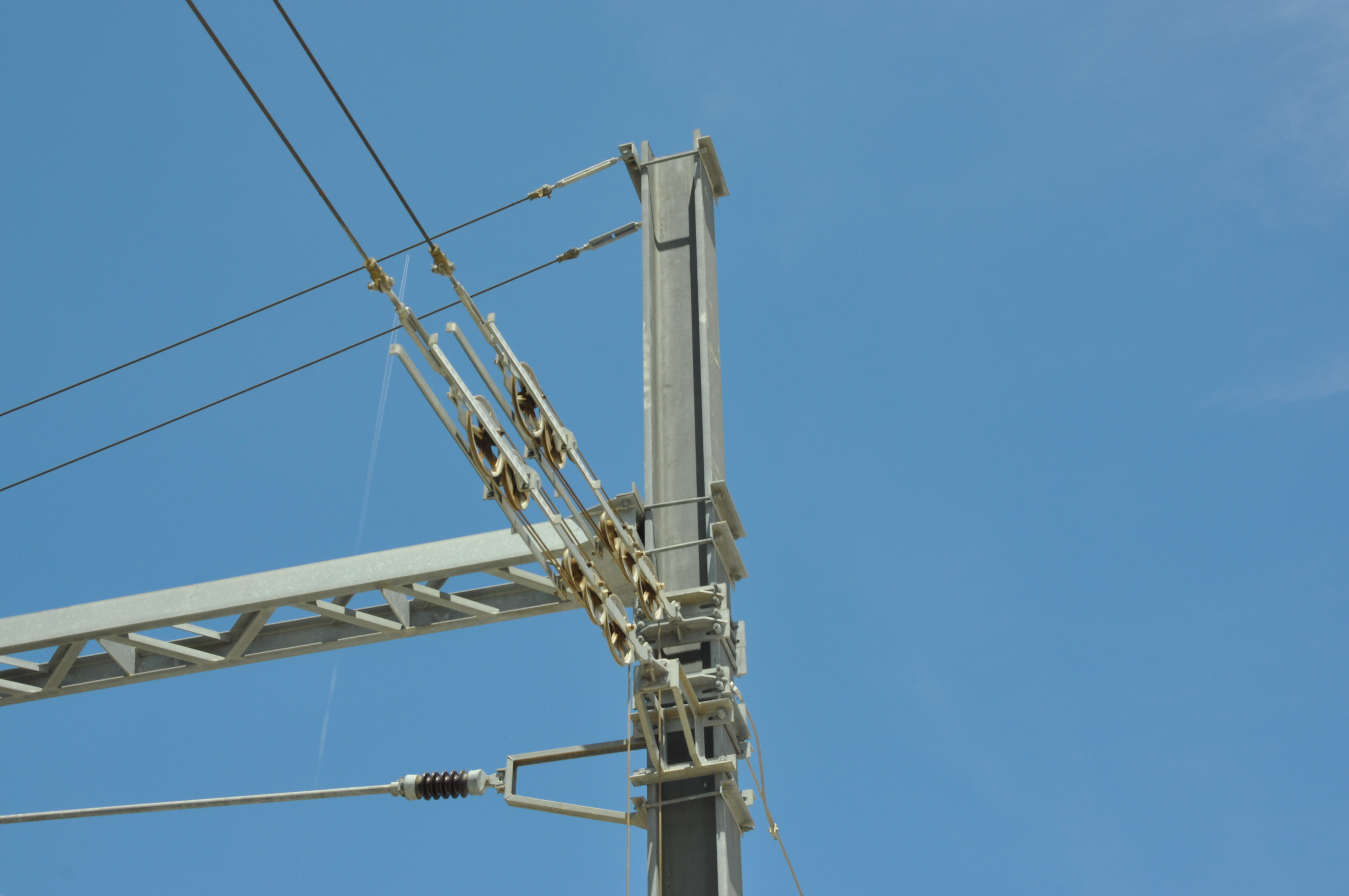
Pilier de caténaire à la gare de Kénitra